# 古利诺农村居民点
古利诺农村居民点（俄语：Гулинское сельское поселение）是俄罗斯联邦沃洛格达州别洛泽尔斯克区所属的一个农村居民点。其下辖有57个居民点，行政中心为尼科诺夫斯卡亚。据2015年统计，该农村居民点的人口为556人。